# ديه فيلد
ديه فيلد (بالإنجليزية: Des Field)‏ هو لاعب كرة قدم أسترالية أسترالي، ولد في 1 يونيو 1942.

## وصلات خارجية
- ديه فيلد على موقع AustralianFootball.com (الإنجليزية)
- ديه فيلد على موقع AFLtables.com (الإنجليزية)